# Alfred Kleindienst
Alfred Rudolf Kleindienst (ur. 4 listopada 1893 w Łucku, zm. 23 listopada 1978 w Augsburgu) – ksiądz luterański, pastor Parafii Ewangelicko-Augsburskiej w Łucku w latach 1921–1938, przewodniczący Wspólnoty Pracy Pastorów Niemieckich Kościoła Ewangelicko-Augsburskiego w RP (niem. Arbeitsgemeinschaft Deutscher Pastoren der Evangelisch-Augsburgischen Kirche in Polen), Nadradca Konsystorza Niemieckiego Kościoła Ewangelickiego we Wschodniej Części Kraju Warty, działacz mniejszości niemieckiej na Wołyniu.

## Dzieciństwo, edukacja i pobyt w Łucku
Alfred Rudolf Kleindienst przyszedł na świat 4 listopada 1893 roku w rodzinie mistrza stolarskiego Leopolda Kleindiensta i Ottilie, z d. Häusler w Łucku na Wołyniu. W latach 1912–1916 studiował teologię ewangelicką na Uniwersytecie w Dorpacie. Po ordynacji był wikariuszem parafii ewangelickiej w Carskim Siole. Ordynowany 17 kwietnia 1918 w Moskwie i skierowany do służby duszpasterskiej w Gałce nad Wołgą. W wyniku postępującej wojny domowej w Rosji i antykościelnej kampanii bolszewików emigrował do Polski. Po pozytywnej weryfikacji przez polskie władze państwowe, został w 1921 r. przez Konsystorz Kościoła Ewangelicko-Augsburskiego w RP mianowany pastorem w utworzonej w wyniku przyłączenia Wołynia do Polski Parafii Ewangelicko-Augsburskiej w Łucku.
W trakcie swojej służby w łuckiej parafii angażował się zarówno na rzecz zborowników niemieckich i polskich. Z jego inicjatywy raz w miesiącu po głównym nabożeństwie w języku niemieckim organizowano nabożeństwa dla polskich ewangelików. Do jego zadań należało nadzorowanie pracy duszpasterskiej w Łucku oraz osiemnastu kantoratach należących do parafii. W 1927 doprowadził do wybudowania nowej kaplicy w Zielonej. Rok później udało mu się ukończyć budowę szkoły kantorackiej i kaplicy w Harazdży. W 1934 poświęcono kolejne kantoraty w Starej Antonówce i Kadyszczach. Ks. Kleindienst w latach 1923–1936 wydawał także kościelne czasopismo „Wolhynischer Bote” (pol. Zwiastun wołyński), a od 1936 do 1938 kalendarz „Wolhynischer Volkskalender” (pol. Wołyński kalendarz ludowy). W latach 1938–1939 współtworzył także czasopismo „Luthererbe in Polen” (pol. Dziedzictwo luterańskie w Polsce).
Angażował się także w działalność społeczną i charytatywną. Zasiadał w radach nadzorczych spółdzielni handlowych, towarzystw zapomogowo-pożyczkowych i mleczarni. Działał w towarzystwie do walki z gruźlicą oraz w organizacjach wspierających więźniów i ewangelickich żołnierzy.

## W opozycji wobec Superintendenta Generalnego
Ks. Kleindienst, poza pracą parafialną, wyróżniał się aktywnością w gremiach kościelnych. Jako delegat pastorów został w 1934 członkiem komisji kościelnej, której zadaniem było przygotowanie poprawek do projektu ustawy regulującej stosunek państwa polskiego do Kościoła Ewangelicko-Augsburskiego w RP przedstawionego przez Ministerstwo Wyznań Religijnych i Oświecenia Publicznego. Sprzeciwiał się zapisom określającym ingerencję państwa w sprawy Kościoła. Na znak opozycji wobec ugodowej polityki superintendenta generalnego Juliusza Burschego wobec Ministerstwa, współtworzył 22 maja 1935 roku Wspólnotę Pracy Pastorów Niemieckich Kościoła Ewangelicko-Augsburskiego w RP (związek zawodowy zrzeszający ok. 60 niemieckich pastorów), znajdując się w jej zarządzie. 5 listopada tego samego roku zastąpił ks. Richarda Wagnera z Bielska na stanowisku przewodniczącego Wspólnoty.
Za swoje zaangażowanie w sprawy Kościoła został uhonorowany w 1936 tytułem doktora honoris causa Wydziału Teologii Ewangelickiej Śląskiego Uniwersytetu Fryderyka Wilhelma we Wrocławiu.
Po wprowadzeniu 25 listopada 1936 przez Ignacego Mościckiego Dekretu Prezydenta RP o stosunku państwa do Kościoła Ewangelicko-Augsburskiego w Rzeczypospolitej Polskiej, Kleindienst wraz z innymi działaczami Wspólnoty rozpoczął akcję bojkotowania nowej ustawy. Na wiosnę 1937 ks. Alfred Kleindienst został jednogłośnie wybrany przez zgromadzenie diecezjalne na seniora (zwierzchnika) diecezji wołyńskiej. Wybór ten nie został jednakże uznany przez MWRiOP i diecezja pozostała bez zwierzchnika.
Od 1937 r. utrzymywał kontakty z przedstawicielami Urzędu Spraw Zagranicznych Niemieckiego Kościoła Ewangelickiego w Berlinie. Jako lider Arbeitsgemeinschaft współpracował także z byłym członkiem Synodu Kościoła Ewangelicko-Augsburskiego w RP, senatorem Augustem Uttą – przewodniczącym Niemieckiego Stowarzyszenia Ludowego w Polsce oraz z przedstawicielami Partii Młodoniemieckiej. Sprzeciwiał się tendencjom separatystycznym, lansowanym przez polityków mniejszości niemieckiej, którzy dążyli do formalnego podziału Kościoła na część niemiecką i polską.
Ze względu na swoją działalność polityczną ks. Kleindienst, decyzją Wojewody wołyńskiego Aleksandra Hauke-Nowaka z 21 września 1938, został pozbawiony obywatelstwa polskiego, a w konsekwencji nowej ustawy o stosunku państwa polskiego do Kościoła w dniu 1 października także swojej funkcji parafialnej. Sprawa pastora Kleindiensta wywołała szereg protestów ze strony działaczy mniejszości niemieckiej, pozostałych pastorów Kościoła Ewangelicko-Augsburskiego w RP oraz Ambasadora Rzeszy Niemieckiej w Polsce Hansa-Adolfa von Moltkego. Była ona także przedmiotem rozmowy Ministra Spraw Zagranicznych Rzeszy Joachima von Ribbentropa z Józefem Beckiem. Decyzją Starosty łuckiego, zabraniającej ks. Kleindienstowi pobytu na Wołyniu, 23 lutego 1939 opuścił swoje rodzinne miasto i jako bezpaństwowiec zamieszkał w Warszawie.

## II wojna światowa
Po kampanii wrześniowej, za zgodą władz okupacyjnych, objął stanowisko Nadradcy Konsystorza (zwierzchnika) Niemieckiego Kościoła Ewangelickiego we Wschodniej Części Kraju Warty, obejmującego zasięgiem parafie znajdujące się na dawnych terenach Kongresówki, wcielonych w 1939 do Rzeszy Niemieckiej.
Jego przedwojenna działalność i współpraca z Urzędem Spraw Zagranicznych Niemieckiego Kościoła Ewangelickiego w Rzeszy przyczyniła się pośrednio do aresztowania polskich księży ewangelickich. Po aresztowaniu i uwięzieniu biskupa Juliusza Burschego przez SD w obozie koncentracyjnym Sachsenhausen, bezskutecznie podejmował starania mające na celu przeniesienie biskupa do aresztu domowego i osadzenie go w willi „Zacisze” w Wiśle. Podobnie wstawiał się za innymi osadzonymi polskimi pastorami.
Zorientowawszy się w antykościelnej polityce władz nazistowskich, zwłaszcza gauleitera Arthura Greisera i Augusta Jägera, pełnomocnika gauleitera do spraw narodowościowych i kościelnych, przyjął postawę antyhitlerowską.

## Po roku 1945
Na początku 1945 Alfred Kleindienst udał się do Bawarii, gdzie ewakuowała się jego rodzina. Tam został 3 września 1945 aresztowany przez amerykańskie władze okupacyjne pod zarzutem popełnienia przestępstw wojennych, a następnie przekazany polskim władzom. O uwolnienie ks. Kleindiensta wnioskowali m.in. opozycyjny wobec Hitlera biskup Ewangelickiego Kościoła Krajowego Wirtembergii Theophil Wurm oraz arcybiskup Canterbury Goeffrey Fisher. Proces ks. Kleindiensta miał miejsce w Sądzie Okręgowym w Łodzi 21 maja 1948. Podczas procesu na korzyść Kleindiensta zeznawali zwierzchnik Kościoła Ewangelicko-Augsburskiego w RP ks. prof. Jan Szeruda, ks. dr Andrzej Wantuła oraz ks. Zygmunt Michelis.
W efekcie procesu sądowego został uniewinniony i 16 listopada 1948 udał się do swojej rodziny w Augsburgu. Tam w latach 1949–1959 służył jako pastor w Ewangelicko-Luterańskiej Parafii Św. Anny w Augsburgu. W tym czasie był także radcą Konsystorza Ewangelicko-Luterańskiego Kościoła Krajowego Bawarii. W roku 1959 przeszedł na emeryturę.
Zmarł 23 listopada 1978 roku w Augsburgu, gdzie został pochowany na lokalnym cmentarzu ewangelickim.

## Życie prywatne
Żonaty z Marie, z.d. Hoffmann, z którą miał pięcioro dzieci: Edith, Ernsta, Dagmar, Elisabeth i Herberta.

## Wybrane publikacje
- Alfred Karasek-Langer, Alfred Kleindienst. Das Schrifttum über die Deutschen in Wolhynien und Polesien. „Deutsche Wissenschaftliche Zeitschrift für Polen”. 22, 1931. Poznań: Verlag der Historischen Gesellschaft für Posen. (niem.).brak numeru strony
- Alfred Kleindienst: Die deutsche Schule in Łuck. Ein Ausschnitt aus jahrzehntelangem Ringen des Deutschtums in Wolhynien. Łuck: Atlas, 1939. (niem.). Brak numerów stron w książce
- Alfred Kleindienst. Der Schicksalweg der Wolhyniendeutschen. „Unsere Heimat. Volkstümliche Schriftenreihe zur Förderung der deutschen Heimatbildung und Familienüberlieferung in den Ostgauen”. 7, 1939. Poznań: Verlag der Historischen Gesellschaft für Posen. (niem.).brak numeru strony
- Alfred Kleindienst. Die Wolhyniendeutschen kehren heim ins Reich. „Unsere Heimat. Volkstümliche Schriftenreihe zur Förderung der deutschen Heimatbildung und Familienüberlieferung in den Ostgauen”. 8, 1940. Poznań: Verlag der Historischen Gesellschaft für Posen. (niem.).brak numeru strony
- Alfred Kleindienst: Bischof Bursches letzte Tage. W: Kirche im Osten. T. 15. Göttingen: Vandenhoeck & Ruprecht, 1972, s. 137–160. ISBN 3-525-56370-1. (niem.).
- Alfred Kleindienst, Oskar Wagner: Der Protestantismus in der Republik Polen 1918/19 bis 1939 im Spannungsfeld von Nationalitätenpolitik und Staatskirchenrecht, kirchlicher und nationaler Gegensätze. Marburg/Lahn: Herder-Institut, 1985. ISBN 978-38-7969-179-1. (niem.). Brak numerów stron w książce